# Chicken Huntin'
Chicken Huntin (in inglese: Caccia al pollo) è un singolo dell'album Ringmaster del gruppo Horrorcore Insane Clown Posse. Il testo si incentra sulla uccisione di Redneck razzisti, il concetto deriva dalla filosofia anti-bigottismo del gruppo.il singolo è stato remixato nell'album Riddle Box